# 岐阜県道323号鹿倉白山線
岐阜県道323号鹿倉白山線（ぎふけんどう323ごう かくらはくさんせん）は、かつて岐阜県郡上市内を通っていた一般県道である。

## 概要

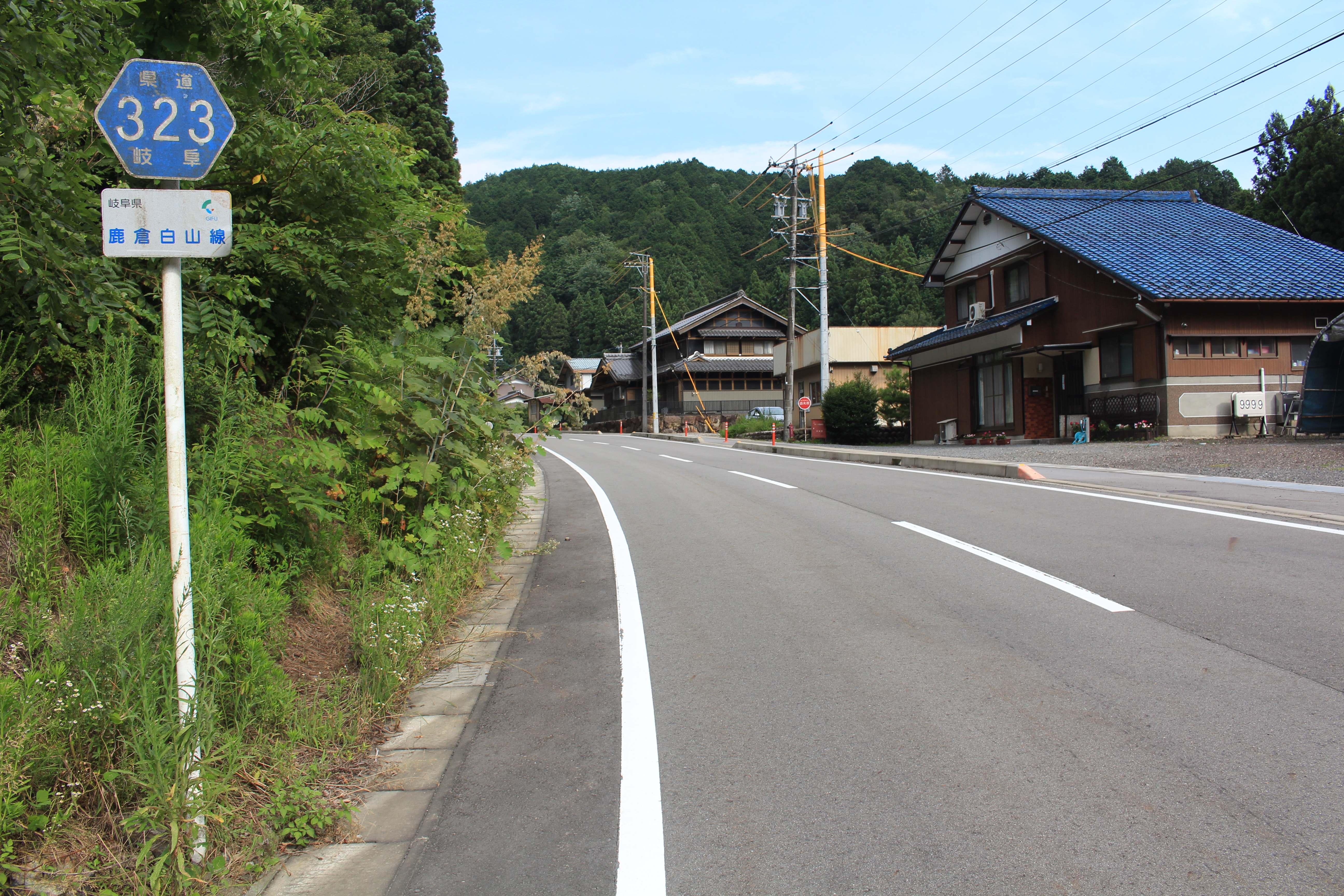
岐阜県道323号鹿倉白山線、郡上市美並町白山にて

### 路線データ
- 起点：岐阜県郡上市和良町鹿倉[1]
- 終点：岐阜県郡上市美並町白山[1]（羽佐古交差点=国道156号交点）

## 沿革
- 1977年（昭和52年）2月27日 ： 認定[2]
- 2021年（令和3年）10月27日 ： 廃止[1]
岐阜県道86号金山明宝線のめいほうトンネル開通（郡上市明宝）に伴い、めいほうトンネルおよび当路線と接続するふるさと林道和良・明宝線を県道に認定した。この際、当路線を廃止し、当路線のほぼ全区間とふるさと林道和良・明宝線が、同日新たに路線認定された岐阜県道329号美並和良明宝線として区域決定された。

## 路線状況

### 重複区間
- 国道256号（郡上市和良町宮地 - 同市和良町三庫）
- 岐阜県道63号美濃加茂和良線（郡上市和良町三庫 - 同市八幡町野々倉）

## 地理

### 通過する自治体
- 岐阜県
  - 郡上市

### 接続する道路
- 国道256号（郡上市和良町宮地、同市和良町三庫）
- 岐阜県道63号美濃加茂和良線（郡上市八幡町野々倉）

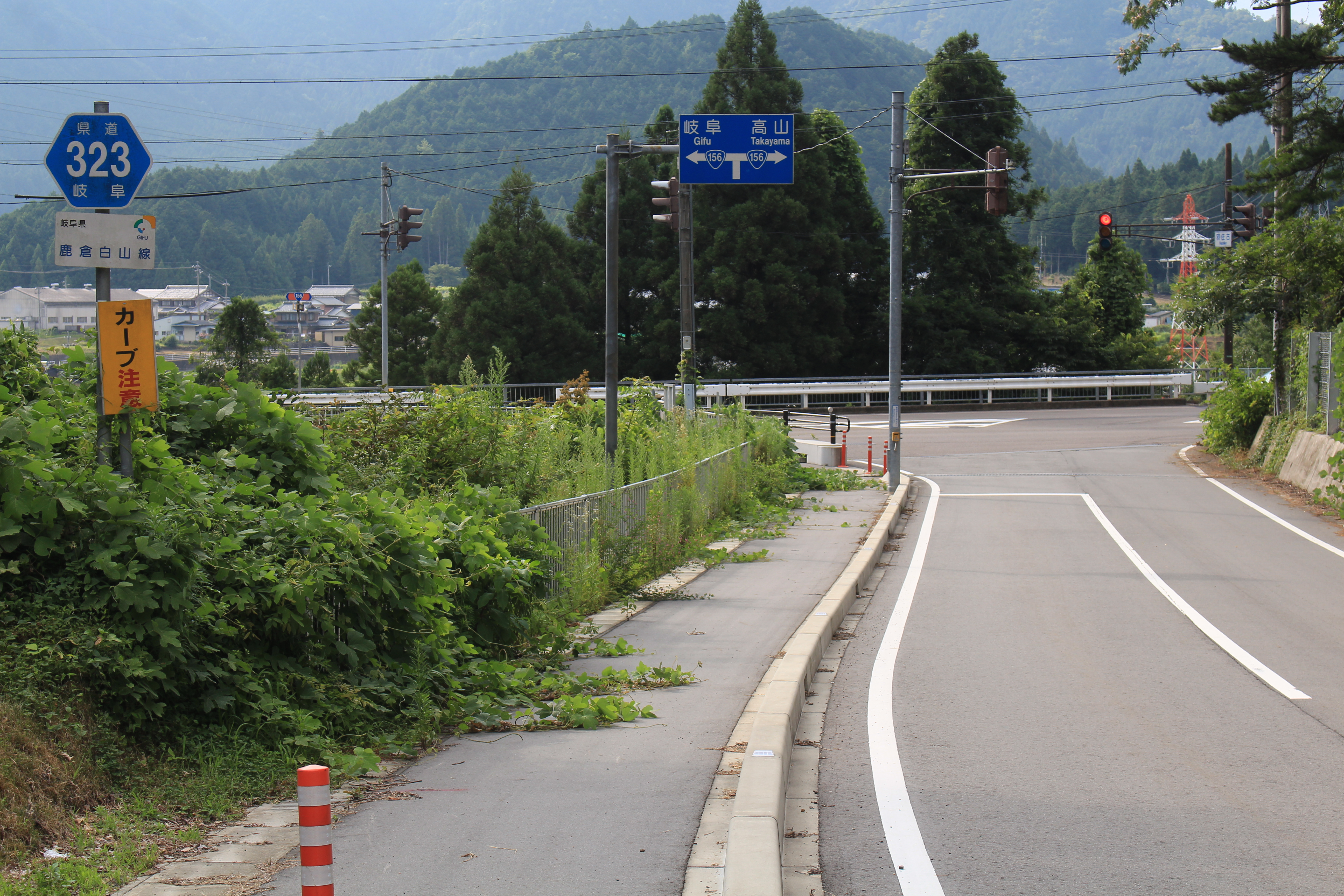
終点となる国道156号との「羽佐古」交差点、郡上市美並町白山にて

- 国道156号（郡上市美並町白山：羽佐古交差点）

### 主な峠
- 大峠（郡上市八幡町野々倉 - 同市美並町白山）

### 周辺
- ふるさと林道和良・明宝線
- 美濃東部広域農道
- 東海北陸自動車道 美並インターチェンジ
- 長良川鉄道越美南線 赤池駅